# تشارلز ألبرت كانون
تشارلز ألبرت كانون (بالإنجليزية: Charles Albert Cannon)‏ هو شخصية أعمال أمريكي، ولد في 29 نوفمبر 1892 في كونكورد في الولايات المتحدة، وتوفي بنفس المكان في 2 أبريل 1971.